# برنغين (سلطانية)
برنغین (بالفارسية: پرنگین) هي قرية تقع في إيران في قسم سلطانیة الریفي. يقدر عدد سكانها بـ 74 نسمة بحسب إحصاء 2016.